# Dexistes rikuzenius
Dexistes rikuzenius är en fiskart som beskrevs av Jordan och Starks, 1904. Dexistes rikuzenius ingår i släktet Dexistes och familjen flundrefiskar. Inga underarter finns listade i Catalogue of Life.